# 芭芭拉·利夫
芭芭拉·A·利夫（英語：Barbara A. Leaf），美国外交官，自2022年5月起担任负责近东事务的助理国务卿。利夫曾任职资深驻外事务处，2015年至2018年担任美国驻阿联酋大使。